# Пентиопирад
Пентиопирад (название ИСО) — химическое соединение из группы карбоксамидов. Используется в качестве фунгицида.
Пентиопирад представляет собой рацемическую смесь из R- и L-энантиомеров. В чистом виде — белый порошок. Он продается в виде концентрированной суспензии или эмульсии с концентрацией активного вещества 200 г/л.

## Применение
Используется для контроля фитопатогенных грибов типа парши (Venturia inaequalis) яблони и груши, серой плесени (Botrytic cinerea) и Sclerotinia sclerotiorum на томатах, баклажанах и огурцах, листья и колосьях зерновых.

## Механизм действия
Механизма действия пентиопирада отличается от большинства коммерческих фунгицидов. Они базируются на ингибировании фермента сукцинатдегидрогеназы или комплекса II, который является частью митохондриальной цепи переноса электронов. В результате клеточный метаболизм нарушается; грибу перестаёте хватить энергии в виде АТФ для поддержания метаболизма.

## Разработка и регулирование
Пентиопирад был разработан японской компанией Japanse Mitsui Chemicals в начале 2000-х годов, с 2007 года в сотрудничестве с компанией DuPont. Дюпон имеет лицензию на продукт, в Северной Америке он продаётся под брендом Fontelis и Vertisan. В США EPК зарегистрировала продукт в марте 2012 года.
В Европейском Союзе пентиопирад не был аторизирован в начале 2013. Заявление о приеме было сделано в 2010 году в Соединенном Королевстве и в начале 2013 года, Европейский органа по безопасности пищевых продуктов опубликовал результаты рецензирования вещества.

## Свойства
Пентиопирад имеет низкую токсичность для млекопитающих. Это не генотоксическое вещество, но на основе испытаний на животных был показан возможный канцерогенный эффект. Токсичен для рыб. Для других организмов (птиц, пчел, дождевых червей) риск оценивается как низкий.